# بهاء الله

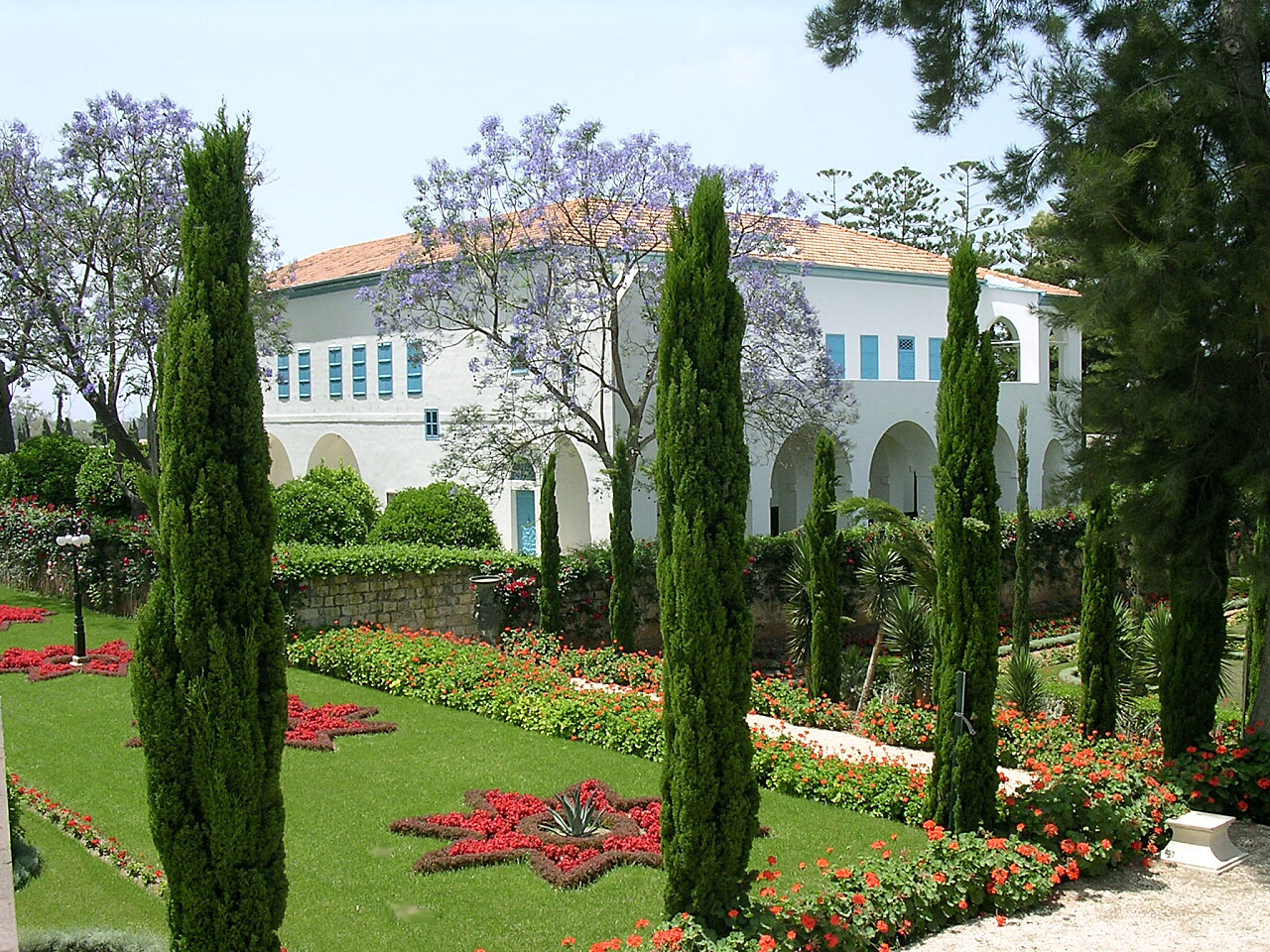
مدخل ضريح بهاء الله قرب قصر البهجة في ضواحي عكا

بهاء الله هو حسين علي النوري (بالفارسية: ميرزا حسين علي نورى) (12 نوفمبر 1817م-29 مايو 1892م)؛ شارع الدين البهائي.
وفقًا لبهاء الله، إن الحياة الروحانية هي حقيقة الإنسان الجوهرية، وهي التي تميز الإنسان عن الحيوان. إن المنبع الحقيقي لسعادة البشر الدائمة يكمن في تطوير الإنسان لحقيقته الجوهرية وتنميتها. ولكن لا يمكن للبشر إدراك هذا الجانب الروحاني بمعزلٍ عن التعاليم الإلهية، لذا، يقدم مؤسسو الأديان المعرفة والممارسات التي تساعد الأفراد على تطوير الجانب الروحاني لطبيعتهم الإنسانية. جاءت تعاليم بهاء الله لتفتح الآفاق إلى رؤية البشر على أنهم كائناتٌ روحانيةٌ في الأساس، وأن هدف الدين هو تآلف القلوب بمحبتهم لبعضهم البعض واتحادهم لازدهار ورفعة تقدم البشرية جمعاء. دعى بهاء الله الإنسان إلى عيش حياةٍ قوامها المبادئ الروحانية، والتي يمكن من خلالها إيجاد الحلول لكل مشكلةٍ اجتماعيةٍ. فالبشرية تمتلك كل ما تحتاجه لحل التحديات التي تواجهها ماديًا، وما لا تزال تفتقر إليه هو وضوح البصيرة الروحانية لما هو ممكنٌ، والنضح الروحاني للعمل بشكلٍ موحدٍ لفعل ما يجب القيام به لتحقيق الوحدة، من خلال تنوعها المذهل. لذا، جاء بهاء الله برؤيةٍ عالميةٍ للجنس البشري قائمة على الوحدة والسلام؛ فنادى بضرورة تكوين نظامٍ عالميٍ فاعلٍ متمحورٍ حول الله الواحد الأحد، وأن يكون متحدًا مسالمًا، يتمكّن فيه كل فردٍ من تنمية طاقاته المادية والروحانية والفكرية والعاطفية إلى أعلى مستوى، يُقدّم فيه الجميع كأفرادٍ وكجماعاتٍ مساهمتهم لخير الجميع.
أعلن بهاء الله بأن الهدف الرئيس لرسالته هو تحقيق وحدة الجنس البشري. لذلك، تكمن ثلاثة أشكالٍ من الوحدة في جوهر رسالته: الإيمان بوحدانية الله وفردانيته وأنه خالق الكون ومبدعه، والإيمان بوحدة الجنس البشري قاطبةً، والإيمان بأن جميع الأديان السماوية ومؤسسيها هم إلهيو المصدر ويعكسون للبشرية دينًا إلهيًا واحدًا في جوهره، ويستمر متجددًا من عصرٍ إلى عصرٍ تبعًا لتطور البشرية ومدى استعدادها وقابليتها.
كان بهاء الله من أوائل وأشد المؤيدين للباب؛ وهو شابٌ فارسيٌ أعلن أن الوحي نزل عليه من السماء برسالةٍ جديدةٍ وهي البابية، داعيًا ومبشرًا بقرب مجيء موعود كل الأديان، والذي أسماه بـ "مَنْ يُظهِرُهُ الله". مع انتشار الدعوة البابية، قام المعارضون من رجال الدين الإسلاميين والسلطات المدنية الإيرانية بحملةٍ شرسةٍ لمعارضة البابية خوفًا من تنامي نفوذها. بعد أن قام المعارضون بإعدام الباب وأغلب الشخصيات البارزة، سُجن بهاء الله باعتباره بابيًا عام 1852م. خلال فترة سجنه، نُزِل عليه الوحي الإلهي لأول مرةٍ وأعلن سرًا لأتباعه بأنه موعود كل الأديان. ومن ثم، قام شاه إيران بنفيه إلى العراق؛ وعلى مدى أربعين عامًا، نُفي وسُجن بهاء الله عدة مراتٍ من قِبل السلطان العثماني، مما أدى أخيرًا إلى سجنه في مدينة عكاء. وفي عام 1863م، وقبل نفيه من العراق، أعلن بهاء الله دعوته العلنية بأنه موعود كل الأزمان وهو الذي بشّر به الباب بـ "مَنْ يُظهِرُهُ الله". قام بهاء الله بتدوين تعاليمه وأحكام الدين البهائي في صحفٍ، وكتبٍ، ورسائل، وسورٍ، وألواحٍ عديدةٍ تُعدّ بالآلاف. توفي بهاء الله عام 1892م ودفن بالقرب من مدينة عكاء التي أصبحت بعد ذلك وجهة الحج لأتباعه، وتُعرف اليوم بـ الروضة المباركة. انتشر الدين البهائي أثناء حياة بهاء الله إلى كلٍ من مصر وسوريا والأناضول القوقاز وآسيا الوسطى والهند. واليوم، يقيم البهائيون – نسبةً إلى بهاء الله ودينه - في كل مكانٍ في العالم، وعددهم بالملايين.

يعتبر البهائيون بهاء الله مظهرًا إلهيًا من مظاهر أمر الله مثله مثل بوذا، وعيسى، ومحمد، وغيرهم الذين خصهم الله وأنزل عليهم الوحي ليكونوا همزة الوصل بينه والبشر. من منظور تعاليم بهاء الله، فإن الله قد أرسل منذ فجر التاريخ سلسلةً من هؤلاء المربيين الإلهيين في كل الأزمنة وكافة بقاع الأرض لتربية الجنس البشري تربيةً تحقق نموًا روحيًا وأخلاقيًا واجتماعيًا وفكريًا أسمى. يعتقد البهائيون أن بهاء الله هو آخر مظاهر الوحي الإلهي لهذا الزمن، وليس الأخير، وأنه من خلال تعاليمه يمكن للإنسان أن يصل إلى مستوىً أعلىً من الوحدة والنضج الجماعي وتحقيق السلام العالمي. تقوم تعاليم بهاء الله المكتوبة على إرساء وتعزيز مبادئ إنسانيةٍ نحو وحدانية الله، دين الله واحد، وحدة الجنس البشري، التعليم الإجباري، نبذ التعصبات، المساواة في الحقوق بين الرجل والمرأة، التوافق بين العلم والدين، ابتكار وسائل لخلق عالمٍ موحدٍ يعمّ فيه سلامٌ مستدامٌ. بسبب تعاليمه، واجه بهاء الله التعذيب والنفي والسجن دامت أربعة عقودٍ، لكنه ترك مجموعةً كبيرةً من الصحف والألواح والكتب التي تشرح تعاليم دينه. تمت ترجمة أعمال بهاء الله الكتابية إلى أكثر من 800 لغةٍ في العالم ونُشرت حتى اليوم في أكثر من 200 دولةٍ.

## نسب وعائلة بهاء الله

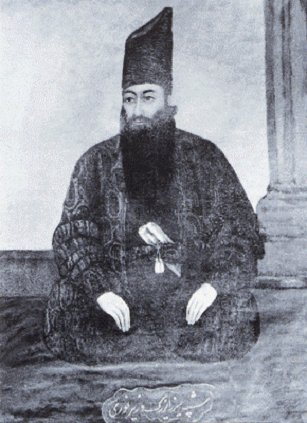
عباس بزرك والد حسين علي نوري

هو حسين علي بن عبّاس بُزُرك بن رضا قُلي النوري المازندراني. ولد في طهران في 12 نوفمبر 1817م في منطقة تدعى «بوابة شمران». كان والده عباس بزرك يشغل منصبًا مهمًا في وزارة المالية في الدولة القاجارية، وأخوه الأكبر كان كاتبًا في السفارة الروسية، وزوج أخته الميرزا مجيد كان يعمل سكرتيرًا للسفير الروسي في طهران. وكانت عائلته تملك أراضٍ واسعةً وعقاراتٍ متعددةً في إقليم نور في مازندران، وتتمتع بمكانةٍ مرموقةٍ في المجتمع الفارسي في تلك الحقبة.

## سيرة حياة بهاء الله
وُلد حسين علي في عائلةٍ معروفةٍ بالثروة والجاه والنبالة. منذ طفولته، تميّز برجاحة العقل والحكمة غير العادية، ووجد الجميع لديه العلم والمعرفة الواسعة والفضائل النبيلة. وشأن أولاد الأغنياء والنبلاء في ذلك العصر، لم يذهب بهاء الله إلى المدارس بل اكتفى بتلقي فنون الفروسية والخط ومبادئ القراءة في بيت والده (من دون تعليمٍ نظاميٍ). تميزت فترة صباه بتكريس نفسه لخدمة الفقراء والمساكين حتى عُرف بـ "أبو الفقراء". وفي ذلك الوقت عُرض عليه منصبٌ رفيعٌ في بلاط الشاه، إلا أنه رفضه وفضّل الاستمرار في خدمة المحتاجين.
شغل أفراد أسرته مناصب سياسيةٍ هامةٍ في الدولة لعدة أجيالٍ، فقد شغل والده الميرزا عباس منصب وزير الدولة لشئون منطقة مازندران. بقدراته الفائقة، ناب عن والده وهو في السابعة من عمره في قضيةٍ تتعلق بالملكية أقامها أحد خصومه في بلاط الشاه، وكان أن كسبها وهوطفلٌ.
وفي سن السابعة والعشرين، آمن حسين علي بدعوة الباب في سنة 1844م، فور اطلاعه على بعض كتابات الباب التي أرسلها له مع أقرب مؤيديه ملا حسين بشروئي. وصار بهاء الله من أشهر أتباع الباب وأنصار دينه، وقام بنشر تعاليمه وخاصةً في إقليم نور. لعب بهاء الله دورًا رئيسيًا في انتشار دعوة الباب وخاصةً خلال مؤتمر بدشت الذي يعتبر نقطة تحولٍ هامةٍ في تاريخ البابية، لأنه من خلالها تم الإعلان عن استقلال الشريعة البابية عن الإسلام باعتبارها شريعةً مستقلةً بأحكامها ومبادئها. واتخذ حسين علي لنفسه خلال هذا المؤتمر لقب بهاء الله.
بعد سنواتٍ قليلةٍ من هذا التجمع، أُعدم الباب، والذي كان مسجونًا في أذربيجان لعدة سنواتٍ، بالرصاص مع أحد أتباعه في تبريز. وبعد وفاة الباب، استمرّ بهاء الله بترويج دعوة الباب وتمتع بمكانةٍ قياديةٍ خاصةً بين البابيين. بعد ذلك، حرّضت الحكومة الإيرانية رجال الدين على اضطهاد وقتل البابيين أينما كانوا، مما أدى إلى قيام شابين بابيين باغتيال ناصر الدين شاه، حيث أصيب الشاه بجروحٍ سطحيةٍ فقط. وبأمرٍ من الشاه، تم تنفيذ مذبحةٍ ضخمةٍ للبابيين من جميع الطبقات والنقابات. نتيجةً لمحاولة اغتيال الشاه، وفي سنة 1852م، قُبض على بهاء الله وزُجّ به في سجن سياه جال (الحفرة السوداء) في طهران، والتي كانت خزانًا لمياه أحد الحمامات العامة في المدينة آنذاك، وظل مقيدًا بالسلاسل لأربعة أشهرٍ. ولم تحمِه مكانته الاجتماعية من التعرض لشتى أنواع العذاب والاضطهاد، حيث كان مكبلًا بالسلاسل والأغلال، عاري الرأس والقدمين، وفي الطريق إلى السجن جُرِّد من ملابسه، وتعرض لإهانات العامة ورشقٍ بالحجارة. وفي خضّم هذه الأحداث والظروف، أُنزل عليه الوحي لأول مرةٍ وهو مسجونٌ في سياه جال، وأصبح على علمٍ برسالته.
بعدها أطلق سراحه دون محاكمةٍ، وصودرت ثروته وممتلكاته، ونفي على الفور مبعدًا من إيران، وكان الممثل الدبلوماسي للحكومة الروسية قد عرض على بهاء الله الحماية ووجّه له الدعوة لكي يلتجأ إلى المناطق التي تقع تحت نفوذ حكومته، لكن بهاء الله رفض العرض خشية أن يُفسّر الأمر تفسيرًا مشبوهًا ويعطي لدعوته صبغةً سياسيةً. واختار راضيًا النفي للأراضي المجاورة في العراق، والتي كانت تابعةً آنذاك للحكومة العثمانية. وبدأ بهاء الله بهذا الإبعاد فترةً من النفي والسجن والاضطهاد المرير دامت أربعين عامًا.
بالرغم من أن بهاء الله كان مريضًا جدًا بعد إطلاق سراحه من السجن ولم تكن لديه القوة البدنية الكافية للسفر لمسافاتٍ طويلةٍ، ولكنه أُمِر بترك الوطن، وتم إجلاءه من إيران مع عائلته. غادر بهاء الله إيران متوجهًا إلى العراق في 12 يناير 1853م مع أسرته التي بلغت 70 شخصًا، بمرافقة مأمورين من الحكومة الإيرانية آنذاك. في ذلك الوقت، كانت العراق تحت حكم العثمانيين. وصلوا إلى بغداد في أوائل أبريل 1853م بعد رحلةٍ صعبةٍ استمرت ثلاثة شهورٍ، عبروا خلالها المناطق الجبلية في برد الشتاء مشيًا على الأقدام. في بغداد، أصبح بهاء الله معروفًا تدريجيًا بكونه زعيم البابيين، وأعاد إحياء المجتمع البابي المتشتت والمقموع بشدةٍ. نما عدد أتباعه بشكلٍ كبيرٍ، وحظي باحترامٍ وتقديرٍ عظيمين من قبل أتباعه وأهالي بغداد على السواء. فكان البابيون يتقاطرون على بغداد لزيارته وأخذ النصح والإرشاد منه، فتمكّن من أن يجدّد في البابيين فضائل الأخلاق، وأن يجعل من سلوكهم ما يتوافق مع تعاليم الباب، فعلّمهم شريعة المحبة والتسامح، وحضّهم على إطاعة الأحكام والالتزام بالقانون. وفي غضون فترةٍ قصيرةٍ اعترف به البابيون وكذلك السلطات الإيرانية والعثمانية كزعيمٍ بابيٍ بارزٍ. وخارج المجتمع البابي، حصل أيضًا على دعم وموافقة سكان بغداد والمسافرين الذين قدموا إلى المدينة، بمن فيهم مسؤولون عثمانيون وشخصياتٍ إيرانيةٍ بارزةٍ، وحتى رجال الدين السنّة ممن اعترفوا به كشخصيةٍ دينيةٍ مهمةٍ. أرسل بهاء الله خلال هذه الفترة سيلاً من الرسائل إلى البابيين، رافعًا من معنوياتهم. من أهم آثاره وكتاباته في فترة إقامته في بغداد هي «الـكلمات المكنونة» والتي تتضمن مجموعةً من العبارات والحِكَم في مواضيع روحانيةٍ وأخلاقيةٍ، و«كتاب الإيقان» الذي وضع فيه المبادئ الأساسية لفهم الكتابات المقدسة وشرح مبدأ استمرارية الهداية الإلهية وطبيعة تطورها، و«الوديان السبعة» وهو أعظم آثاره العرفانية.
أثار شهرة بهاء الله قلقًا لدى الحكومة الإيرانية، فضغطت على السلطات العثمانية لترحيل بهاء الله ورفاقه إلى مكانٍ بعيدٍ جدًا عن حدود إيران. وفي عام 1863م تم ترحيله وأتباعه إلى إسطنبول. في21 نيسان 1863م، وقبل مغادرتهم إلى إسطنبول، أقام بهاء الله وأتباعه لمدة اثني عشر يومًا في حديقة نجيب باشا في ضواحي بغداد، وفد عليه خلالها العديد من البابيين للاستماع إلى تعليماته وإرشاداته، وأعلن بهاء الله في تلك الأيام للحاضرين بأنه رسول الله والموعود الذي وعد الباب بمجيئه، ومنذ ذلك الكشف، أصبح أتباعه يعرفون بالبهائيين. واليوم، تُعرف هذه الأيام الإثنى عشر لدى البهائيين بأيام عيد الرضوان، وتُحتفل به عالميًا إحياءً لذكرى إعلان بهاء الله دعوته.
بعد أربعة أشهرٍ من السفر البري، وصل بهاء الله وأتباعه إلى إسطنبول. بعد قضاء حوالي ثلاثة أشهر ونصفٍ في إسطنبول، أمرت السلطات العثمانية بترحيل بهاء الله وأتباعه إلى أدرنة، بتحريضٍ من السفير الإيراني. أقام بهاء الله في أدرنة لمدة أربع سنواتٍ ونصف. وخلال إقامته في أدرنة أعلن علنًا عن رسالته. صُدر هذا الإعلان العام في شكل رسائل إلى بعض ملوك ورؤساء الدول آنذاك، تضمنت رسائل إلى نابليون الثالث ملك فرنسا، وبابا الكنيسة الكاثوليكية، وناصر الدين شاه ملك إيران، والسلطان عبد العزيز الخليفة العثماني، أعلن لهم فيها عن مقامه ورسالته، ودعاهم إلى نبذ الخلافات وإلى العمل من أجل وحدة العالم ومن أجل السلام.

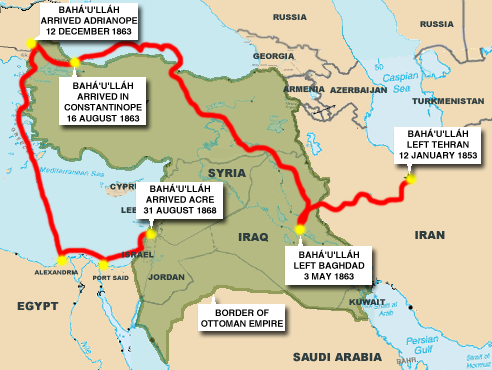
رحلة البهاء حتى وفاته في عكا.

وأثناء وجود بهاء الله في مدينة أدرنة، زاد الخلاف بينه وبين أخيه غير الشقيق الملقب بــ صبح أزل الذي كان يصرّ على زعامته للحركة البابية، وانتهى هذا الخلاف بدعوة بهاء الله العلنية في 1866م بأنه هو الذي بشّر الباب بقدومه بكنية «من يُظهره الله»، وهو موعود الظهورات التي سبقته. بعد ذلك وبتحريضٍ من الحكومة الإيرانية، نُفي بهاء الله وأتباعه مرةً أخرى بأمرٍ من الحكومة العثمانية إلى سجن عكا التابعة لفلسطين آنذاك. دخل بهاءالله وأتباعه سجن مدينة عكا في 31 أغسطس 1868م. كانت عكا في ذلك الوقت منفىً للسجناء السياسيين التابعين للحكومة العثمانية. وكانت أولى سنتين من السجن في عكا من أصعب السنوات، ومرض عددٌ من أتباع بهاءالله وتوفوا خلالها، وتوفي فيها أيضًا ابنه الأصغر ميرزا مهدي. في تلك الفترة، تابع بهاء الله كتابة الألواح والرسائل لبقية ملوك الأرض، منهم الملكة فكتوريا ملكة بريطانيا وألكسندر الثاني ملك روسيا والمكلة ماريا ملكة رومانيا. في عام 1870م، سُمِح لبهاءالله وأتباعه بمغادرة السجن، لكنهم كانوا لا يزالون يُعتبرون سجناء ولم يُسمح لهم بمغادرة عكا. عاش بهاء الله خلال سبع سنواتٍ في منازل مختلفةٍ في عكا، منها بيت عبود وبيت عبد الله باشا. في عام 1873م أنزل بهاء الله أهم كتبه، وهو الكتاب الأقدس، كتاب حدوده وأحكامه.

في عام 1877م سُمح لبهاءالله بمغادرة عكا، رغم أنه كان لا يزال سجينًا. ومع تعرّف السكان العرب على حقيقة رسالة بهاء الله، بذلوا أقصى درجات الاحترام والوقار تجاهه. وبعد قضاء أربعين عامًا في السجون، عاش لأول مرةٍ لمدة عامين تقريبًا في قصرٍ في شمال عكا يُدعى «قصر المزرعة»، ثم عاش في «قصر البهجة» من عام 1879م حتى وفاته عام 1892م. في آخر تسعة عشر عامًا من حياته، كتب بهاءالله أعمالًا مهمةً، بما في ذلك لوح الإشراقات، ولوح التجلیات، ولوح الطرازات، والتي شرح فيها المبادئ الأخلاقية والروحية للنظام العالمي، بما في ذلك سيادة القانون والطاعة للحكومة، وفصل الدين عن السياسة، واختيار مبدأ مشتركٍ للغةٍ وخطٍ عالميٍ، وتحريم الجهاد، وضرورة تعليم وتربية الأطفال، وتعزيز وحدة الجنس البشري، وتحقيق السلام العالمي.

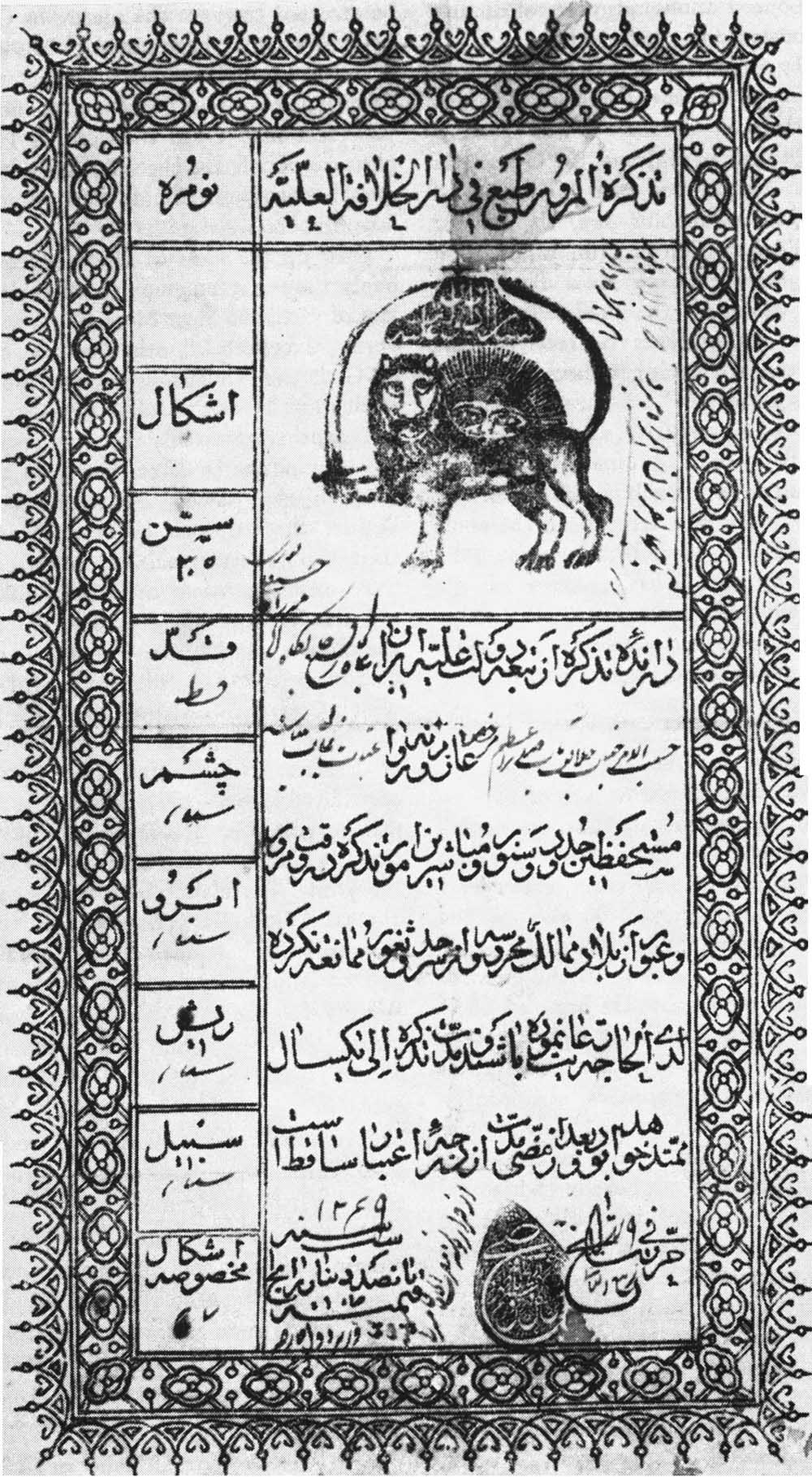
جواز سفر بهاء الله عام-1853

توفي بهاء الله بحمىً خفيفة في «قصر البهجة» في 29 مايو 1892م عن عمرٍ يناهز 75 عامًا، ودُفن في باحة قصر البهجة. يُعتبر مكان دفن بهاء الله والمعروفة بـ «الروضة المباركة» من أقدس الأماكن للبهائيين في العالم، ويعتبر كذلك قبلة البهائيين في صلاتهم. انتشر الدين البهائي أثناء حياة بهاء الله إلى كلٍ من مصر وسوريا والأناضول القوقاز وآسيا الوسطى والهند. واليوم، يقيم البهائيون – نسبةً إلى بهاء الله ودينه - في كل مكانٍ في العالم، وعددهم بالملايين.

## الإعلان العالمي
بعد إعلان بهاءالله عن الدين الجديد ونفيه إلى أدرنه بدأ بإعلان رسالته على نطاق عالمي. فمن سبتمبر 1867، بدأ في إرسال رسائل إلى رؤساء الدول وملوك ذلك الوقت وشخصيات سياسية ودينية مهمة. في هذه الرسائل، يتحدث بهاء الله عن بداية عصر جديد مُعلناً بكل جلاء عن مقامه. لقد حذر أولاً من أن النظام العالمي الحالي سيشهد العديد من الاضطرابات السياسية والاجتماعية. وفي رسائله، دعا بهاء الله الحكام المهيمنين على أمم أوروبا على وجه الخصوص لجعل السعي وراء وحدة العالم هدفهم الأساسي، ودعاهم إلى إنشاء مجلس عالمي لإنهاء الحروب، مؤكداً على أن السلام الدائم لا يمكن تحقيقه إلا من خلال العمل الجماعي. ووفقًا لرسائله، فقد سخر الله من أجل ذلك قوى استثنائية لا يمكن لأحد ايقافها، وفوض السلطة والمسؤولية لرؤساء الدول لتوحيد العالم وتحقيق العدالة الاجتماعية والسلام العالمي؛ وأشار أن الحكومات التي ستقاوم تحقيق هذا السلام ستُغرق نفسها والأمم الأخرى في هاوية الاندثار.
بعد نفيه وسجنه في عكا، استأنف بهاء الله إرسال الرسائل إلى رؤساء الدول، والتي تأخرت لبعض الوقت بسبب نفيه من أدرنة. خلال هذه الفترة كتب رسائل إلى لويس نابليون إمبراطور فرنسا، فيكتوريا ملكة إنجلترا، الإسكندر الثاني، قيصر روسيا، ناصر الدين شاه قاجار ملك بلاد فارس، والسلطان عبد العزيز الخليفة العثماني. بعض القادة الآخرين مثل الإمبراطور الألماني فيلهلم الأول، وفرانسوا جوزيف ملك النمسا والمجر، والرؤساء الأمريكيين، تم مخاطبتهم لاحقًا في الكتاب الأقدس. دعا بهاء الله في هذه الرسائل قادة الدول إلى العمل معًا لإنشاء محكمة عدل دولية لتحقيق السلام وحل الخلافات بين الأمم. ويقول بهاء الله إن هذا المجلس العالمي يجب أن يدعمه جيش عالمي مكون من دول أعضاء للقيام بالتسوية السلمية للنزاعات الدولية.
تتضمن الرسائل أيضًا إرشادات وآليات لخلق مفهوم الشعور بالانتماء إلى شعوب العالم نحو مجتمع مشترك. تتمثل إحدى هذه الآليات في اختيار أو إنشاء لغة (وخط كتابة) عالمية بحيث يمكن للأشخاص في مختلف البلدان التواصل مع أشخاص من أعراق وأمم أخرى، مع الحفاظ على هويتهم الثقافية. ومثال آخر من هذه الإرشادات هو نظام تعليم إلزامي إجباري وشامل من شأنه القضاء على الأمية، أو نظام دولي متساوٍ من الأوزان والمعايير وهو الذي سيخلق حوكمة عالمية في الاقتصاد. في عالم يسوده الأمن الجماعي، سيتم تخفيض الإنفاق العسكري والتسليح للدول بشكل كبير وسيتم إنفاق عائدات الضرائب على الرعاية الاجتماعية. كما دعت الرسائل رؤساء الدول إلى الالتزام بالمبادئ الأساسية للديمقراطية في شؤونهم الداخلية.
كتب بهاء الله أيضًا رسائل مؤثرة إلى القادة الدينيين، بما في ذلك البابا بيوس التاسع، يحثهم فيها على التمعن في رسالته وتحري حقيقة دعوته، ونبذ الأفكار الدوغمائية والتعصب الديني، والقضاء على الطقوس غير الضرورية. كما حذرت الرسائل القادة الدينيين من أن الزعماء الدينيين كانوا في الأساس أول من ينكر ويضطهد الأنبياء والمرسلين. في رسالة وجهها إلى البابا التاسع، نصحه بهاء الله بالتنازل عن هيمنته على الدول الكنسية للحكومات الوطنية، والالتقاء بقادة غير الكاثوليك من قصر الفاتيكان المنعزل، ودعوة رؤساء الدول إلى السلام والعدل والتخلص من الطقوس الزائدة التي تجمعت حوله. كما نصح القساوسة الكاثوليك بالتحرر من عزلة الكنائس والجماعات، والزواج والانخراط في خدمة المجتمع وما يفيدهم ويعود بالنفع على عموم الناس.
كما كتب بهاء الله رسائل إلى بعض رجال الدين الإيرانيين البارزين. في هذه الرسائل، ألقى عليهم باللائمة في تهاوي الإسلام وأدانهم بشدة لقمعهم وقتلهم للبهائيين. في رسالة إلى ناصر الدين شاه، طلب إعطائه الفرصة لإثبات حقيقة دعوته في حضور الشاه ورجال الدين. تنص هذه الرسالة على أن العلماء أهملوا الأمور وبدلا من السعي في تقدم الأمة وازدهارها، انكب اهتمامهم على التشهير بالبابيين وقتلهم ونهب ممتلكاتهم. في الرسالة نفسها دعا بهاء الله إلى العدالة والتسامح الديني وذكّر الملك أن عليه أن يطمح إلى ايجاد التعايش بين جميع الأديان في مملكته وتنعم بالعدالة. كما أكد للشاه أنه وفقًا لتعاليمه، يمتنع البهائيون عن أي شكل من أشكال العنف أو الفساد. أعطى الشاه الرسالة إلى الملا علي كَني ورجال دين آخرين في طهران للرد. ترك رجال الدين الرسالة دون إجابة. أرسل الملا علي كَني  رسالة إلى رئيس الوزراء آنذاك، مستوفي الممالك، مفادها أنه لا يوجد لديه رد على الرسالة، وأن إجابته وأن إجابته مماثلة لما فعله الشاة بحامل الرسالة (تم قتل حامل الرسالة بعد تعذيبه لمدة ثلاثة أيام). وإذا كان لدى الشاه أي شكوك حول الإسلام، يجب على الملا علي كَني اتخاذ الإجراءات اللازمة لإزالة شكوكه. ثم طلب كَني من الملك أن يطلب من السلطان العثماني أن يكون صارمًا للغاية مع بهاء الله وأن يغلق جميع سبل الاتصال به.
وقد لاقت هذه الرسائل الاهتمام فيما بعد بسبب النبوءات الهامة الواردة فيها. فلويس نابليون أقوى حكام أوروبا في ذلك الوقت، تم بأنه سيطاح به وسيخسر أراضيه بسبب إساءة استخدام السلطة والنفاق والرياء، وبعد عامين هُزم في معركة سيدان، وأُسقِطت مملكته ونُفِي من وطنه، وتحولت الحكومة الفرنسية إلى جمهورية. بعد ذلك، تلقى الإمبراطور الألماني فيلهلم الأول الذي هزم نابليون، تحذيرًا مماثلاً. كما تم توجيه تحذيرات لقيصر روسيا وشاه إيران وفرانسوا جوزيف. وجه بهاءالله أوضح وأقوى إنذارات إلى المسؤولين العثمانيين حين كان معتقلا في سجون الدولة العثمانية، وأرسل رسائل بين عامي 1868 و 1869 إلى عالي باشا (المستشار) وفؤاد باشا (وزير الدولة). وتنبأ في هاتين الرسالتين بزوال كل منهما؛ فكانت الإطاحة بالسلطان عبد العزيز نفسه، وخسارته الأراضي الأوروبية بسبب إساءة استخدام السلطة المدنية وسوء الإدارة والقمع والمعاناة التي لحقت به وأتباعه. وقد توفي الوزيران بعد ذلك بوقت قصير في عامي 1869 و 1871 بينما كانا لا يزالان في الخمسين من عمرهما. كما أُطيح بالسلطان عبد العزيز وانتحر أو قُتل عام 1876، وفي النهاية أدت الحرب العثمانية المأساوية مع روسيا بين عامي 1877 و 1878 إلى خسارة بعض الأراضي الأوروبية العثمانية. كما أشار بهاء الله في الكتاب الأقدس إلى استبداد وعدم كفاءة الإمبراطورية العثمانية وسقوطها في المستقبل.

## آثار بهاء الله الكتابية
كتب بهاء الله العديد من الكتب والرسائل والألواح والأدعية طيلة حياته. تم التعرف على حوالي 15,000 أثرٍ مكتوبٍ عن بهاء الله. ومن بين أعماله العظيمة والمهمة كتاب الإيقان، والكتاب الأقدس، والكلمات المكنونة، والوديان السبعة، والوديان الأربعة، وجواهر الأسرار، وألواح الملوك والسلاطين. في آخر تسعة عشر عامًا من حياته، كتب بهاء الله أعمالًا مهمةً، بما في ذلك لوح الإشراقات، ولوح البشارات، ولوح التجلیات، ولوح الطرازات، والتي شرح فيها المبادئ الأخلاقية والروحية للنظام العالمي، بما في ذلك سيادة القانون والطاعة للحكومة، وفصل الدين عن السياسة. واستمر في كتاباته التي تعتبر المصدر الأول للتشريع والروحانيات والنظام الإداري البهائي، وقام بتدوين تعاليمه وأحكام الدين البهائي في صحفٍ، وكتبٍ، ورسائل، وسورٍ، وألواحٍ عديدةٍ تُعدّ بالآلاف. تمت ترجمة أعماله إلى أكثر من 800 لغةٍ في العالم ونُشرت حتى اليوم في أكثر من 200 دولةٍ.
أكدت كتابات بهاء الله مرارًا أن رسالته موجهةٌ إلى جميع البشر، وأن الغرض من تعاليمه هو إعادة بناء العالم والنهوض بالإنسانية جمعاء، وستفتح رسالته عهدًا جديدًا في تاريخ البشرية لتعيش في تناغمٍ وانسجامٍ وتعايشٍ. نادى بهاء الله صراحةً بمبدأ وحدة الجنس البشري، وحثّ رؤساء الدول على العمل معًا لحل النزاعات القائمة وتحقيق السلام، والحفاظ عليه من خلال خلق الأمن الجماعي. كما دعا إلى اعتماد لغةٍ وكتابةٍ دوليةٍ من أجل تحقيق مجتمعٍ عالميٍ موحدٍ، وتعزيز نظام التعليم العام والإلزامي، وإنشاء عملةٍ وقياسٍ واحدٍ. أكّد بهاء الله في تعالميه على نبذ التعصبات الدينية والعرقية وتجنب القومية المتطرفة. ذكر بهاء الله في كتاباته أن الرجل والمرأة متساويان عند الله ولا تفوّق لأحدهما على الآخر. دعى في تعاليمه بقوةٍ إلى تحرير المرأة، وحظر العديد من الممارسات التمييزية ضد المرأة؛ مثل الزواج المؤقت، أو الزواج القسري، وزواج الفتيات تحت سن الخامسة عشر، والطلقات الثلاث، كما أن تركيزه على تعليم الفتيات هو مثالٌ آخرٌ على دعمه لتحسين وضع المرأة.

## التعاليم والمبادئ البهائية

### تتابع الرسالات والوحي الإلهي
استمرارية الهداية الإلهية هي أحد التعاليم الأساسية في الدين البهائي. هذا التعليم هو تذكيرٌ بأن الله أمينٌ لعهده العام. وفقًا للعقيدة البهائية، يرسل الله دائمًا الأنبياء والمرسلين للبشرية في عمليةٍ تدريجيةٍ وتطوريةٍ مع تعاليم تقدمية ومناسبة لذلك الوقت، يقدمون التعاليم والإرشادات اللازمة لتطور الإنسان الاجتماعي والروحي، والنهوض بقدراته ومسؤولياته، بما يتناسب مع حالة الزمان والمكان التي يظهر فيه. فالله يتجلّى في هذا العالم من خلال ظهور رسله وأنبيائه تترًا في دوراتٍ لرسالاتٍ متعاقبةٍ، من خلال عمليةٍ مستمرةٍ وتدريجيةٍ. ضمن هذا المفهوم، يتم تقديم الحقيقة والتعاليم الدينية تدريجيًا بما يتناسب مع القدرة الروحية للبشر في كل نقطةٍ ومرحلةٍ من التاريخ. مع ظهور أي دينٍ، يتم إحياء «الحقائق الأبدية» (المبادئ الروحية والأخلاقية) التي أغفلها أتباع الدين السابق مع مرور الوقت وتمسكهم بالتقاليد التي أبعدتهم عن حقيقة الدين. ومن هذا المنطلق، يمكن تشبيه الظهور المتعاقب للأديان بقدوم الربيع، فمع قدوم كل ربيعٍ يعمّ الوجود طاقةٌ وحيويةٌ جديدةٌ مزدهرةٌ لتحلّ محلّ برودة وموت الطبيعة في الشتاء السابق. في تعاليم بهاء الله، الحقائق الدينية نسبيةٌ وآخذةٌ في التطور، مما يعني أن التعاليم الدينية تتغير من خلال الظهور المستمر للأديان بتعاقبٍ يواكب العصر وتطور فهم الإنسان. والغرض من ظهور المرسلين والأنبياء هو ظهور النعم والبركات الإلهية، والرقيّ الروحي للإنسان من أجل سمو روحه وترقيها في هذا العالم، وإعداده للعالم الآخر.
تنص الكتابات البهائية بأن طبيعة المرسلين والأنبياء ذات شقين؛ فهم في مقامٍ نفوسٌ مقدسةٌ إلهيةٌ، وفي مقامٍ آخرٍ نفوسٌ بشريةٌ. ففي المقام المقدس الإلهي جميعهم مظاهر خالقٍ واحدٍ ويعكسون أسماءه وصفاته، فهم في الواقع متماثلون، أما في منزلتهم البشرية يتمتعون بشخصياتٍ بشريةٍ متباينةٍ، وهم أفرادٌ منفصلون يُعرفون بأسماءٍ مختلفةٍ، وكلٌ منهم يُناط به الوحي في مرحلةٍ معينةٍ.

### العهد والميثاق
المقالة الرئيسة: العهد والميثاق في البهائية
أسس بهاء الله مبدأ العهد والميثاق للحفاظ على وحدة المجتمع البهائي، ومنع التحزب والانقسام. وفقًا لهذا المبدأ، حدّد كيفية استمرار عملية الهداية ومن يخلفها من بعده، وتبيين وتفسير كتاباته بتعليماتٍ جليةٍ واضحةٍ ومكتوبةٍ. وفقًا لهذا المبدأ، عهد بهاءالله في وصيته المعروفة بـ "كتابُ عهدي" بالهداية إلى ابنه الأرشد عبدالبهاء. لم يُعيّن بهاء الله خليفته المختار فحسب، بل جعله مركز عهده وميثاقه ومحوره. ثم طبقًا لوصية عبد البهاء الخطية في «ألواح الوصايا»، أُسندت هذه المسؤولية إلى شوقي أفندي، حفيد عبدالبهاء، فانتقلت مسؤولية قيادة الجامعة البهائية عالميًا وجواز شرح وتوضيح كتابات وآثار بهاء الله بعد وفاة عبد البهاء إليه. في هذه الوثيقة، يؤكد عبد البهاء أيضًا على تشكيل بيت العدل الأعظم مستقبلًا، والذي تم ذكره كأعلى هيئةٍ تشريعيةٍ في كتابات بهاء الله، ويوضّح عبد البهاء كيف يتم انتخابه من قبل المحافل المركزية. ألغى بهاء الله طبقة رجال الدين في الدين البهائي؛ وعهد بإدارة شؤون المجتمع إلى نظامٍ يتألف من المؤسسات المنتخبة، على رأسها بيت العدل الأعظم، الذي يعمل على أساس اتخاذ القرار الجماعي والتشاور. مبادئ هذا النظام مدونةٌ في الكتابات البهائية؛ فقد سنّ أحكامه بهاء الله، ورسم معالمه عبد البهاء، ووضع تفاصيله موضع التنفيذ شوقي افندي؛ ويُعرف هذا النظام بأكمله بالنظم الإداري البديع. يُعدّ هذا الميثاق الأساس المتين الذي يقوم عليه تطوير دين الله في المستقبل، ولا يعتبره البهائيون مجرّد اتفاقيةٍ مبرمةٍ ملزمةٍ، بل تلك القوة الروحية التي ستصون وحدة الجامعة البهائية عالميًا، وتحقق في النهاية وحدة العالم الإنساني قاطبةً.

### وحدة الجنس البشري
يعتقد البهائيون بأن الجنس البشري واحدٌ، وأن البشر متساوون مثل ثمار الشجرة الواحدة وأوراق الغصن الواحد، فقد صرّح بهاء الله: «كلكم أثمار شجرةٍ واحدةٍ وأوراق غصنٍ واحدٍ. تعاملوا مع بعضكم البعض بأقصى درجات الحب والانسجام والألفة والمودة». وتجد في المصادر البهائية بأن البشر هم جميعًا أعضاء عائلةٍ إنسانيةٍ واحدةٍ، ويعتبر شوقي أفندي مبدأ وحدة الجنس البشري جوهر جميع التعاليم البهائية.
تنصّ الكتابات البهائية أن هناك إنسانيةٌ واحدةٌ وأن الناس متساوون أمام الله. وتؤكد العقيدة البهائية على وحدة الإنسانية التي تتجاوز كل تقسيمات العرق والأمة والجنس والطائفية والطبقة الاجتماعية والدين وغيرها، مع الاحتفاء بتنوعها. يقول عبد البهاء أن توحيد البشر أصبح اليوم «القضية والمسألة الأساسية في الظروف الدينية والسياسية في العالم». كما تؤكد الكتابات البهائية على الوحدة البيولوجية والروحية للبشر، هذه الوحدة هي حقيقةٌ روحيّةٌ تؤكِّدها العلوم الإنسانيّة أيضًا؛ فعلم الإِنسان، وعلم وظائف الأعضاء، وعلم النّفس تعترف بانتماء الإنسان إلى أصلٍ واحد، رغم أَنَّ المظاهر الثّانويّة لحياته تختلف وتتنوَّع بصورةٍ لا حصر لها ولا عدّ.
يوضّح عبد البهاء أن النموذج الملحّ للتداخل والتكامل للثقافات في العالم والشعوب يكمن في خاصية التّشكيل والتّنسيق الذي يتسم بهما الجسم البشري. فهذا الكائن الذي يحتوي على الملايين من الخلايا ذات التّنوع الهائل من حيث الشكل والوظيفة تعمل كلّها في تعاونٍ وتنسيقٍ لتجعل من الوجود البشريّ ممكنًا. فكلّ خليةٍ مهما صَغُرت لها دورٌ تقوم به في المحافظة على سلامة الجسم، ومنذ البداية ترتبط كلٌّ منها بعمليةٍ من الأخذ والعطاء مستمرّة مدى الحياة.
يعتقد البهائيون بأن التحيزات وسوء الفهم التي تجعل مجموعةً من الناس تعتقد بأنها متفوقةٌ على الآخرين تسبب العديد من المشاكل. في اعتقادهم، لا توجد جماعةٌ عرقيةٌ أو ثقافيةٌ أو دينيةٌ أفضل من غيرها، فكل البشر خُلقوا شرفاء والجميع متساوون عند الله. وعليه فإن وحدة الجنس البشري هي إحدى أهم تعاليم بهاء الله وعليه تتمحور التعاليم الأخرى.
إن مبدأ وحدة الجنس البشري في البهائية لا تعني فرض التوحيد والتماثل، فالكتابات البهائية تعزز مبدأ الوحدة في التنوع والتناغم في التعدد. فالتنوع العرقي والثقافي والفكري وغيرها من أشكال التنوع جميلٌ وهو موضع تقديرٍ. وقد شبّه عبد البهاء التنوع بين البشر بالحديقة المليئة بالأزهار المختلفة الألوان والأشكال، وهذا التنوع هو ما يجعلها أكثر جمالًا وحيويةً.

### حياة الروح وبقائها
يؤمن البهائيون ببقاء الروح، والغرض من الحياة هو تنمية القدرات الكامنة في الروح الإنسانية واكتساب المواهب الروحانية التي تحتاجها لاستمرارية الحياة في العوالم الأخرى. فالحياة الحقيقية من المنظور البهائي هي حياة الروح، وما الجسد إلا وسيلةٌ وأداةٌ لتقدم وتطور الروح في هذا العالم الناسوتي.
حسب كتابات بهاء الله، الفرق بين الدنيا والعالم الآخر يشبه الفرق بين عالم الجنين (الرحم) وهذا العالم. يوضّح عبد البهاء كما أن الأيدي والأقدام والأعين والأذنين والأعضاء الأخرى للإنسان تنمو في عالم الرحم وتهيئ الإنسان للحياة في هذا العالم، كذلك تنمو الصفات الروحانية للإنسان هنا، مثل الحب والخدمة والتواضع والعطاء وما إلى ذلك، لتعدّه للحياة في العالم الآخر.
يعتقد البهائيون بأن الروح منفصلةٌ عن الجسد، وتستمر في الازدهار والرُقي في عالم الروح بعد انقطاع علاقتها بالجسد، أي بعد الموت. ينظر البهائيون للعلاقة بين الروح والجسد كالعلاقة بين النور والمرآة، فهذا النور الذي نراه في المرآة ما هو إلا انعكاسٌ للنور الذي يأتي من مصدرٍ آخرٍ، وعندما تنكسر المرآة يستمر النور في الإضاءة.
وتذكر الكتابات البهائية بأن هناك عوالم لا متناهية وراء هذا العالم المادي الناسوتي، والأرواح البشرية تمضي في رقيها عبر تلك العوالم للتقرب إلى الخالق عزّ وجلّ، وعملية التقرب المتعاقبة هذه تفرض على الروح التعرف على خصائصها وقِواها الكامنة وهي لا تزال تعيش في هذا العالم الناسوتي، فالحياة بجميع مراحلها ومظاهرها ما هي إلا تهيئة الروح وتهذيبها لحياتها الأبدية في جميع العوالم.
حسب الاعتقادات البهائية، إن رقي الروح في العوالم الأخرى ترجع إلى الفيوضات الإلهية ورحمته، وكذلك إلى الأعمال الصالحة والخيرات والمبرات التي يتم تقديمها باسم الفقيد في هذا العالم، وكذلك عن طريق الأدعية والمناجاة التي تتلى في ذكراه.

### المبادئ الأخلاقية
يوجه بهاءالله البهائيين إلى أن خير تعريف لرسالته هو التزامهم بحياة صالحة وسلوكهم سبل الأخلاق الحميدة  والفضائل الأخلاقية كالصدق والنزاهة والثقة والصبر واللطف وكرم الضيافة والإخلاص والحلم والتسامح والعدل والإيمان والإنصاف. إنه يشجع أتباعه على التعايش السلمي مع الديانات الأخرى بالألفة والمحبّة. كما حثهم على أن يكونوا مواطنين مثاليين في بلدهم وأن يكونوا أمناء ومخلصين عاملين بما تمليه عليهم ضمائرهم تجاه حكوماتهم. كما يحثهم على عدم التسبب في العنف والفساد بأي شكل من الأشكال، ونبذ التشدد والتعصب والغطرسة والفتنة. يشجعهم على بذل الجهود لخدمة الإنسانية. يدين ويحرم جميع أشكال العنف الديني وخاصة القتال باسم الدين، ويصف بالتفصيل دور الدين كرادع للجريمة وقوة للحفاظ على النظام الاجتماعي. كما يحرم بهاء الله في الكتاب الأقدس التنسك، والتسول، والرهبنة، وطلب الغفران من غير الله، ويؤكد على ضرورة الانخراط في العمل والاشتغال بالحرف.

### التحرّي الشخصي عن الحقيقة وترك التقليد والتبعية
وضّحت كتابات بهاء الله بأن البحث عن الحقيقة بشكلٍ مستقلٍ هو من أهم الواجبات الأساسية لكل فردٍ. وأكد بهاء الله مرارًا بأن على المرء أن يرى العالم بعينه وليس بأعين الآخرين. تنص التعاليم البهائية على أنه ينبغي على المرء أن يبحث بنفسه عن الحقيقة بدلًا من التقليد الأعمى للآخرين أو الاعتماد على الخرافات والتقاليد كمصادر للمعرفة. فالإنسان لديه القدرة على تمييز الحقيقة، ويمكن للمرء أن يفحص في الأمور ويصل إلى الحقيقة باستخدام قوة العقل والحكمة التي منحها الله له. تنص الكتابات البهائية على أنه من أجل التحري الحقيقي عن الحقيقة، على المرء أن يتخلى عن التعصبات والتحيزات، وبما أن الحقيقة الأساسية الكامنة وراء الحقيقة واحدة، فإن التحقيق المستقل سيكون أيضًا خطوة قوية نحو تحقيق الوحدة بين البشر.
إن الروح الإنسانية تتوق إلى كشف الحقيقة ويجب أن تتمتع بكامل الحرية لتقصّي المعرفة. إن السعي لإدراك الذات والسبب من الوجود، وكيف يجب أن يعيش المرء، كل ذلك يعد حافزًا أساسيًا في الضمير الإنساني. إن هذا البحث لمعرفة الذات ومعانيها هو من جوهر الحياة نفسها، والرغبة المتأصلة في الإنسان لتحري الحقيقة حق كل إنسان وواجب عليه.
إن هذا المبدأ يساعد الفرد أيضًا على اختيار الدين الذي يراه مناسًبا لاحتياجاته، وتنص الكتابات البهائية بأن من واجبات كل فرد (ذكر أو أنثى) حرية اختيار عقيدته بعد سن البلوغ (أي سن 15). يجب البحث عن الحقيقة دون تقليد الآخرين، حتى الوالدين.
مثال آخر للبحث المستقل عن الحقيقة هو أنه لا يوجد رجال دينٍ في البهائية، وكل بهائيٍ مسؤول عن توطيد علاقته مع الله والخلق حسب فهمه للأمور وإدراكه للحقائق.

### المساواة بين الرجل والمرأة
يقول بهاء الله في كتاباته بأن الرجل والمرأة متساويان عند الله ولا يوجد جنسٌ أفضل من الآخر. فالكتابات البهائية تشير بأن الإنسان مخلوقٌ روحاني، والرجال والنساء كلاهما من خالقٍ واحدٍ وروحٍ واحدةٍ، ولا يتمتع أي منهما بامتيازٍ أو تفوقٍ على الآخر بسبب جنسه.
يرى البهائيون بأن المساواة بين النساء والرجال ومشاركتهم في مختلف المجالات شرطٌ أساسيٌ لتحقيق الوحدة والسلام والتقدم الاجتماعي في العالم. فمن وجهة النظر البهائية، عدم المساواة بين الرجل والمرأة لا يعيق تقدم المرأة فحسب، بل يعيق تقدم المجتمع ككل، ويضر أيضًا بتقدم الرجال. وضّح عبد البهاء أن كلًا من الرجل والمرأة يمتلكان نفس الإمكانيات للفضائل والذكاء، وتوضّح الكتابات البهائية بأنه مثلما يمكن للطائر أن يطير فقط عندما يكون كلا الجناحين قويين، فإن نجاح وازدهار البشرية لا يمكن أن يحدث إلا عندما تتقدم المرأة جنبًا إلى جنب مع الرجل. بالنسبة للبهائيين فإن مبدأ المساواة بين الرجل والمرأة لا يقتصر على اتخاذ الترتيبات اللازمة لمشاركة المرأة في الهياكل والأنظمة العالمية الحالية فحسب، ولا تعتبر أنه من الكافي السعي من أجل النهوض بالمرأة إلى مستوى الرجل فحسب، ولكن هناك ضرورةٌ ماسةٌ لإيجاد تغييراتٍ جذريةٍ في الأنظمة الاجتماعية التي تعزز خصائص معينة مثل الهيمنة، والتنافس العدائي الساعي للسلطة، ليفسح المجال للحب والخدمة والعمل المشترك، وهي السمات التي ترى الكتابات البهائية المرأة فيها قويةً بالفعل.
وبينما تؤكد التعاليم البهائية على المساواة الروحية والاجتماعية للمرأة والرجل، ولكن هناك بعض جوانب التمايز بين الجنسين في مجالاتٍ معينةٍ من الحياة. يُنظر إلى الرجال والنساء على أنهم يتمتعون بقوى وقدرات جسمانية مختلفة تمكّنهم من القيام بأدوارٍ مختلفةٍ بشكلٍ أفضلٍ. على سبيل المثال تتميز المرأة بقدراتها البيولوجية للأمومة، وبالتالي تنص التعاليم البهائية على أنه يجب إعطاء الفتيات الأولوية في التعليم حيث تعد الأم المربية الأولى للأطفال.

### نبذ كل أنواع التعصبات
الدين البهائي يشجّع القبول والانفتاح الثقافي والديني. يعتقد البهائيون بأن قبول مبدأ وحدة الجنس البشري يتطلب القضاء على جميع أنواع التحيزات والتعصبات بما في ذلك العنصرية والطبقية والعرقية والدينية والجنسية وغيرها من التحيزات. تشير المصادر البهائية إلى أن التحيز يؤدي إلى تشكيل صورةٍ خاطئةٍ عن الآخرين ولا تسمح للأفراد برؤية جميع البشر على أنهم متساوون ونبلاء.

تنشأ التعصبات أساسًا في العقل البشريّ. عادةً ما يحدث التحيّز عندما يشعر الشخص بإحساسٍ قويٍ بالانتماء إلى مجموعةٍ وتفوقها على الآخرين، ويطوّر صورةً سلبيةً عن الآخرين، بغض النظر عن خصائصهم الفردية التي تميزهم. يعتقد البهائيون أنه من أجل مكافحة مختلف أشكال التعصبات، يجب تنمية أنماط من التفكير واللغة والعمل التي تعزز وحدة الجنس البشري. وتؤكد الكتابات البهائية على الوحدة البيولوجية والروحية للبشرية. كتب بهاء الله:
«كلّكم أثمار شجرة واحدة وأوراق غصن واحد. فلتسلكوا معًا بكمال المحبة والاتّحاد والمودة والاتّفاق».
تنص الكتابات البهائية على أنه بما أن الجنس البشري هو وحدة عضوية موحدة، فجميع الناس لديهم نفس القدرات الأساسية، وأن الاختلافات الظاهرية، مثل لون الجلد، تعتبر سطحيةً، ولا تجعل مجموعةً عرقيةً متفوقةً على أخرى، بينما تثري تنوع الجنس البشري.

### تطابق العلم والدين
الانسجام بين العلم والدين هو أحد المبادئ الأساسية للبهائيين. إن الكتابات البهائية لا ترى أن العلم والدين متناقضان، ولكنها تؤكد الانسجام الأساسي بين الأثنين. توضح كتابات بهاء الله أن الحقيقة واحدة، وأن العلم والدين وسيلتان لمعرفة الحقيقة وفهمها. في وجهة نظر البهائيين، يجب الرجوع إلى كلٍ من العلم والدين لفهم الحقائق. فالدين والعلم هما مصدران للمعرفة ويلعبان دورًا مكملًا، ويساعدان معًا على تحقيق تقدم الحضارة.
لقد أكد عبد البهاء أن العلم بدون الدين يؤدي إلى المادية البحتة، والدين بدون العلم يؤدي إلى الخرافات؛ كما أكد أن قوى التفكير والتحليل مطلوبة لفهم حقائق الدين. وأدان عبد البهاء الحضارات القائمة فقط على المعتقدات المادية وقال بأنها ستؤدي إلى مشاكل أخلاقية وتنهار في النهاية.

### التعليم العام الإلزامي
هناك تركيزٌ قويٌ على أهمية التعليم في الكتابات البهائية، ويعتبر التعليم أحد العوامل الرئيسية في التطور الروحي والمادي للفرد والمجتمع. تنص كتابات بهاء الله على أنه من خلال التعليم يتم تنمية قدرات الأفراد وصقل مواهبهم. ويعتبر تعليم الأطفال من أحد الواجبات الرئيسية للوالدين في الدين البهائي فهو إلزاميٌ ولا يمكن التهاون فيه، مع التركيز بشكلٍ خاصٍ على تعليم البنات لأنهم كأمهات سيربون الجيل الواعد في المستقبل.
وتؤكد تعاليم بهاء الله على ضرورة التربية الروحية والأخلاقية إلى جانب التعليم الإنساني أي اكتساب المعرفة وتعلم الفنون والحرف. فقد كتب بهاء الله أن القدرات الروحية لكل فرد لا يمكن أن تتحقق بدون التعليم الروحي، وبالتالي يحتاج الأطفال إلى التعليم الروحي الديني منذ مرحلة مبكرة. والغرض من التعليم هو تمكين الأفراد لخدمة المجتمع. وبتشجيع وتوجيه من عبد البهاء نشط البهائيون في إنشاء مدارس جديدة للفتيات والفتيان في إيران في أواخر القرن التاسع عشر، واستقبلوا فيها جميع الناس بغض النظر عن الدين أو الجنس، وكان تعليم الطلاب العلوم والفنون الحديثة إلى جانب المبادئ الأخلاقية موضع اهتمام هذه المدارس.

### القضاء علىالفقرالمدقعوالثراءالمفرط
تؤكد كتابات بهاء الله على الترابط بين الأفراد كجزءٍ من مجتمعٍ واحدٍ، وتنظر التعاليم البهائية في ضرورة القضاء على الفقر المدقع والثروة الهائلة لتحقيق توازن في الأسرة البشرية وبناء مجتمعٍ عالميٍ قائمٍ على أسس المحبة والسلام والعدالة. ولكن لم يتم تعزيز توحيد الثروة وتحقيق المساواة الاقتصادية الكاملة بين الناس كما أكد عليها الشيوعية، فباعتقاد البهائيين هذا التوحيد مستحيلٌ ويضر بالمجتمع الإنساني. أشار عبد البهاء إلى أن الفقر والثراء الفادح غير مسموحان به في مجتمعٍ رحيمٍ، لأن الفقر يضعف معنويات الناس والثراء المفرط يثقل كاهل الناس، والثروة في حد ذاتها ليست شرًا، ويمكن استخدامها في الخير ورخاء الآخرين. ذكر بهاء الله في «الكلمات المكنونة» أنه يجب على الأغنياء رعاية الفقراء، فالفقراء أمانةٌ إلهيةٌ.
صرح بهاء الله وعبدالبهاء بأنه للقضاء على الفقر المدقع والثراء المفرط هناك حاجة إلى تمهيد أنظمة اقتصادية مناسبة وكذلك تعزيز الشعور بالمسؤولية والاهتمام الاجتماعي لدى الأفراد. يعتقد البهائيون بأنه يجب إنفاق الموارد المادية للمجتمع البشري على المدى الطويل من أجل رفاهية عامة الناس، وليس المصالح قصيرة الأجل والتي تقتصر على أقلية معينة، ويجب استبدال ثقافة المنافسة والاستهلاك والجشع بالمشاركة والتعاون والخدمة. تؤكد التعاليم البهائية على العمل بروح الخدمة، وعدم التأثر بالماديات، والالتزام بالصفات الأخلاقية كالصدق والنزاهة والجدارة بالثقة في ممارسة الأنشطة الاقتصادية. ومن الأحكام التي تساعد على تحقيق التوازن بين الأولويات المادية والأساسية هو حكم حقوق الله، حيث يتبرع الفرد البهائي بتسعة عشر بالمائة من دخله سنويًا لإنفاقها على الصالح العام بعد وضع المصاريف الأساسية جانبًا.

### وجود لغة عالمية مشتركة
ترى التعاليم البهائية ضرورة تطوير لغة التواصل بين الشعوب في جميع أنحاء العالم كجزءٍ حيويٍ للوصول لوحدة العالم وتحقيق السلام. صرّح بهاء الله أن الافتقار إلى لغةٍ مشتركةٍ هو عائقٌ رئيسيٌ أمام الوحدة العالمية لأن نقص التواصل بين الشعوب من مختلف اللغات يقوّض الجهود المبذولة لتحقيق السلام العالمي ويسبب سوء الفهم؛ وقد حثّ على أن تختار البشرية لغةً مساعدةً يتم تدريسها في المدارس بالإضافة إلى اللغة الأم، حتى يتمكن الناس من فهم بعضهم البعض. وصرّح أيضًا بأنه إلى أن يتم اعتماد لغة مساعدة عالميًا، فإن الوحدة الكاملة بين مختلف أجزاء العالم ستظل غير محققة.
شدّد بهاء الله على أنه يجب ألا تقمع اللغة المساعدة اللغات الأصيلة الموجودة في الثقافات المختلفة في العالم، وأن مفهوم الوحدة في التنوع يجب تطبيقه على اللغات أيضًا. تنص التعاليم البهائية على أن عدم التجانس الثقافي يتوافق مع الوحدة، وأنه في الوقت الحاضر في تاريخ البشرية يجب احتضان التنوع الثقافي لأن الإنسانية تثريها الثقافات المختلفة المتأصلة في جميع أنحاء العالم. تنص التعاليم البهائية أيضًا على أن وجود لغة مساعدة دولية سيزيل الضغط من تعظيم لغات الأغلبية وبالتالي الحفاظ على لغات الأقليات، وبذلك سيحتفظ كل شخصٍ بلغته الأم، وبالتالي تبقى ثقافات الأقليات على قيد الحياة.

### تأسيس السلام العالمي
يقول المبدأ الأساسي في تعاليم بهاء الله بأن عالم الإنسان واحدٌ، وأن عصر السلام والوحدة الذي وعدت به الأديان السماوية أصبح الآن في المتناول. لذا، كثيرٌ من تعاليم بهاء الله تحث أهل العالم على ضرورة العروج في وعيهم وضمائرهم وتفكيرهم إلى معايير أرقى ونهج أسمى في السلوك الإنساني. تشجّع التعاليم البهائية التحول الفردي والاجتماعي على أساس دراسة وتطبيق المبادئ الأخلاقية والقيم الروحية. وفي ذلك يعمل البهائيون على التعرف على المبادئ الأساسية لمجتمعٍ سلميٍ متناغمٍ، وإيجاد طرقٍ عمليةٍ لتطبيق هذه المبادئ ومشاركتها مع الآخرين.
إن تحقيق السلام العالمي هو أحد أهداف البهائيين الأساسية، وفيه دعوةٌ للبشرية لقبول مبدأ وحدة الجنس البشري وفضّ النزاعات والحروب عالميًا، من خلال العمل المشترك القائم على قبول مبدأ الوحدة في التنوع، ومساواة البشر، والعدالة، والمساواة بين الجنسين، على المستويين المحلي والدولي. إن المبادئ الأخرى التي يربطها البهائيون بتحقيق السلام العالمي تشمل العدالة الاقتصادية، والقضاء على الفقر المدقع والثراء المفرط، والقضاء على جميع أشكال التحيزات والتعصبات، والتعليم العام الإلزامي، وكذلك التوافق بين العلم والدين، واختيار لغة عالمية واحدة يتعلمها الجميع بالإضافة إلى لغتهم الأم لتسهيل التواصل الدولي.

## رأي المعاصرين في بهاء الله
بعد وفاة بهاء الله، عبّر سكان عكا من المسلمين والمسيحيين من ذوي المكانة المرموقة، وكذلك علماء الإسلام، وغيرهم من أصحاب القلم ممن قابلوه، عن مشاعر الإعجاب والاحترام تجاهه بمناسبة تأبينه. وفيما يلي مقتطفاتٌ من ذلك:
- كتب الأستاذ جاد عيد من أهالي عكا راثيًا بهاء الله:[157] «...فلا محاسن فضله تدرك، ولا مآثر عدله تعدّ، ولا فيوض مراحمه توصف، ولا غزارة مكارمه تحصر، ولا كرم أعراقه ككرم أعراق النّاس.  فإنّ كلّ هذه الصّفات الّتي كان فيها آية الله في خلقه لم تكن لتفي بوصف بعثته الشّريفة، فهو الإمام المنفرد بصفاته، والحبر المتناهي بحسناته ومبرّاته، بل هو فوق ما يصف الواصفون وينعت النّاعتون...»
- ومن رثاء نظمه الشيخ عبد الملك الشعبي:[157]

- ومن رثاء نظمه المعلم أمين فارس من كفر يسيف:[157]

- ومن رثاء رشيد أفندي الصفدي من عكا:[158]

- ومن رثاء أمين زيدان:[158]

- وقال المؤرخ الإسلامي الأمير شكيب أرسلان: «ومما لا جدال فيه أن البهاء وأولاده بمقامهم هذه المدة الطويلة بعكا أصبحوا بأشخاصهم معروفين لدى أهالي بلادنا المعرفة التامة، بحيث صفا جوهرهم عن أن تعتوره الجهالة، وامتنعت حقيقتهم عن أن تتلاعب بها حصائد الألسنة. أما البهاء فقد أجمع أهل عكا على أنه كان يقضي وقته معتزلا معتكفا، وأنه ما اطلع له أحد على سوء، ولا مظنة نقد، ولا مدعاة شبهة في أحواله الشّخصية كلها...»[158][159]
- وكتب محمود خير الدين الحلبي، صاحب جريدتي وفاء العرب والشورى الدمشقيّتين: «...وانتقل حضرة بهاء الله إلى (البهجة) وواصل جهاده حتى أصبح كعبة الوراد من جميع الجهات. وبدأت الهبات ترد عليه بكثرة من الأتباع والمريدين. ومع ذلك فما كان يتجاوز حدود البساطة وكان ينفق على الفقراء والمساكين، ويقضي معظم أوقاته بالصلاة والعبادة...»[158][160]

وأما من المستشرقين الذين قدموا لعكا، المستشرق إدوارد كرانفيل براون، الذي زار بهاء الله في البهجة عام 1890م. فيما يلي مقتطف عما كتبه عن لقائه ووصفه لـ بهاء الله:
"… وحيث تلتقي الأريكة بالجدار، كان يجلس هيكلٌ عظيمٌ تعلوه المهابة والوقار، وتتوّج رأسه قلنسوةٌ من الصوف من النوع المسمّى عند الدراويش "بالتاج" تمتاز بطولها، وحول أسفل التاج عمامة بيضاء صغيرة. وإنما الوجه الذي رأيته لا أنساه ولا يمكنني وصفه، مع تلك العيون البرّاقة النّافذة التي تقرأ روح الشخص. وتعلو جبينه الوضّاح العريض القدرة والجلال… ووجدتُ نفسي منحنيًا أمام من هو محطّ الولاء والمحبة التي يحسده عليها الملوك، وتتحسر لنوالها عبثًا الأباطرة. وسمعت صوتًا هادئًا جليلًا يأمرني بالجلوس، ثم استمر قائلاً: "الحمد لله إذ وصلت… جئتَ لترى مسجونًا منفيًا… نحن لا نريد إلا إصلاح العالم وسعادة الأمم، وهم مع ذلك يعتبروننا مثيرين للفتنة والعصيان، ومستحقين للحبس والنفي… فأي ضررٍ في أن يتّحد العالم على دينٍ واحدٍ وأن يكون الجميع إخوانًا، وأن تستحكم روابط المحبة والاتحاد بين البشر، وأن تزول الاختلافات الدينية وتُمحى الاختلافات العرقية؟ … ولابد من حصول هذا كله، فستنقضي هذه الحروب المدمرة والمشاحنات العقيمة، وسيأتي الصلح الأعظم… حتى يكون جميع الناس جنسًا واحدًا وأسرةً واحدةً … فلا يفتخر الإنسان أنه يحب وطنه، بل يفتخر بحب جنسه…""

## وصلات خارجية
- بهاء الله على موقع الموسوعة البريطانية (الإنجليزية)
- بهاء الله على موقع ميوزك برينز (الإنجليزية)
- بهاء الله على موقع إن إن دي بي (الإنجليزية)
- بهاء الله على موقع ديسكوغز (الإنجليزية)
- نبذة عن سيرة بهاء الله على الموقع الرسمي للجامعة البهائية العالمية
- بهاء الله - الجامعة البهائية العالمية
- بهاء الله والميثاق الإلهي على الموقع الرسمي للجامعة البهائية العالمية
- الموقع الرسمي للعقيدة البهائية
- موقع الإسلام والدين البهائي
- حقائق عن الدين البهائي
- المناجاة
- الدين البهائي